# Pedri
González  López est un nom espagnol. Le premier nom de famille, en général paternel, est González ; le second, en général maternel, souvent omis, est López.
Pedro González López, dit Pedri, né le 25 novembre 2002 à Tegueste aux îles Canaries en Espagne, est un footballeur international espagnol qui évolue au poste de milieu de terrain au FC Barcelone.
Lors de l’Euro 2020 (disputé à l’été 2021), alors âgé de 18 ans, il est élu meilleur jeune joueur de la compétition et figure dans l’équipe-type du tournoi. Quelques mois plus tard, il remporte le trophée du Golden Boy ainsi que le trophée Kopa.

## Biographie

### En club
Il commence à jouer au football dans le club de sa ville natale, l'UD Tegueste, puis passe ensuite par le Juventud Laguna en 2015, avant de rejoindre le club majeur des Canaries : l'Unión Deportiva Las Palmas, après avoir passé des tests infructueux avec le Real Madrid.
Avec le numéro 28, Pedri devient le plus jeune joueur à marquer un but pour l'UD Las Palmas, à 16 ans, 9 mois et 25 jours, battant largement le record d'Orlando Suarez. Au bout d'une seule saison en division 2 espagnole, Pedri a déjà fait 37 apparitions sous le maillot Canari et a marqué 4 buts. Durant sa saison en Segunda División, il a également délivré 7 passes décisives.
En septembre 2019, le FC Barcelone s'assure le transfert du joueur, qu'il rejoindra l'été suivant, contre une somme avoisinant les 6M€ . Alors qu'il devait être prêté afin d'obtenir du temps de jeu, l'entraîneur Ronald Koeman le remarque et veut le garder avec l'équipe première malgré son très jeune âge. Il débute avec Barcelone en première division le 27 septembre 2020 face au Villarreal CF (victoire 4 à 0), et marque son premier but avec le club catalan à l'occasion de sa titularisation contre les Hongrois du Ferencváros TC (victoire 5-1). À cette occasion, le Barça devient le premier club de l'histoire de la Ligue des champions à voir deux joueurs de moins de 18 ans marquer un but lors d’un même match (Ansu Fati, à la 42e minute et Pedri, à la 82e minute). A seulement 17 ans, il est déjà régulièrement titulaire avec les blaugranas et dispute son premier Clásico en tant que titulaire.
Autre marque de sa précocité, Pedri est le joueur du Barça ayant disputé le plus de matchs avec l'équipe première sur l'exercice 2020-2021, devant Lionel Messi, Jordi Alba ou Frenkie de Jong. Le 8 mai, il joue son 50e match avec Barcelone, lors d'une rencontre de championnat face à l'Atlético de Madrid (0-0 score final), ce qui fait de lui le deuxième plus jeune joueur à atteindre ce total à 18 ans et 5 mois. Le record est toujours détenu par Bojan Krkić (18 ans et 3 jours).
Très sollicité avec le FC Barcelone, l'équipe d'Espagne, les espoirs et l'équipe olympique, il joue plus de 70 matchs.
Au début de la saison 2021-2022, le jeune joueur se blesse au biceps fémoral de la cuisse droite en septembre 2021 après un match face au Bayern Munich.
Le 14 octobre 2021, Pedri renouvelle son contrat au Barça jusqu'en 2026 avec une clause de départ fixée à un milliard d'euros,.
Le 22 novembre 2021, Pedri remporte le prix Golden Boy qui récompense le meilleur joueur de moins de 21 ans de l'année.
Le 29 novembre, Pedri reçoit le trophée Kopa qui récompense le meilleur espoir de l'année.
Son début de saison 2023-2024 est perturbé par une blessure au quadriceps droit.
À la suite du départ de Sergi Roberto, et la nomination de Marc-André ter Stegen comme capitaine, Pedri est un de ces bras droit avec : Ronald Araujo, Frenkie de Jong et Raphinha. En leur absence, Pedri est pour la première fois capitaine du Barça lors d'un match de Liga contre Osasuna à la fin du mois de septembre 2024. Durant cette saison, l'entraîneur Hansi Flick lui attribue un rôle davantage défensif dans le milieu de terrain catalan, ce qui ne l'empêche pas d'être impliqué dans la majorité des actions offensives de son équipe grâce à ses qualités de passe ou de dribble. Joueur le plus important du collectif barcelonais, il est qualifié de « meilleur joueur du monde à son poste » par Toni Kroos en mai 2025.

### En sélection
Avec les moins de 17 ans, il participe à la Coupe du monde des moins de 17 ans en 2019. Lors de cette compétition organisée au Brésil, il joue cinq matchs. Il se met en évidence en délivrant deux passes décisives lors du dernier match de poule face au Cameroun. L'Espagne s'incline en quart de finale face à l'équipe de France.
Avec les moins de 18 ans, il inscrit un but lors d'un match amical contre le Qatar, en septembre 2019 (victoire 0-1).
Sélectionné en Espagne Espoir par Luis de la Fuente à partir de 2020, il est régulièrement appelé par le coach ensuite, aux côtés d'autres joueurs passés par Barcelone tels que Marc Cucurella, Jordi Cuenca ou Iñaki Peña.
Le 15 mars 2021, Luis Enrique le convoque pour la première fois avec l'équipe A de la Roja, pour les premiers matches des éliminatoires de la Coupe du monde 2022. Il débute le 25 mars 2021 face à la Grèce (1 à 1). Il est titularisé dès le match suivant face à la Géorgie (victoire 2 à 1). Il est pour la première fois décisif lors du 3e et dernier match du mois de mars avec l'équipe nationale, il délivre une passe décisive pour Ferran Torres lors de la victoire contre le Kosovo (3-1). Il fait partie de la liste de 24 joueurs établie pour l'Euro 2020. À 18 ans, six mois et 18 jours, il devient le joueur le plus jeune de l'histoire de l'équipe d'Espagne qui participe à un championnat d'Europe.
Malgré un but contre son camp face à la Croatie en huitième de finale (à cause d'une erreur de son coéquipier, le gardien Unai Simón), Pedri est considéré comme un des grands artisans de la belle performance de l'équipe d'Espagne (éliminée aux tirs au but en demi-finale face à l'Italie, futur vainqueur) et comme un des meilleurs joueurs du tournoi, élu meilleur jeune joueur par l'UEFA. Il est également présent dans l'équipe-type de la compétition.
Pedri participe également cette même année aux Jeux olympiques, juste après la fin de l'Euro et s'envole pour Tokyo. Dans la lignée de ses performances à l'Euro, Pedri est titulaire et permet à l'équipe d'Espagne olympique d'effectuer un beau parcours et de se hisser jusqu'en finale où elle fait face au Brésil de Dani Alves et Richarlison. Il ne peut empêcher son équipe de s'incliner 2-1 après prolongations et la Roja se contente de la médaille d'argent.
Blessé avec son club, Pedri est absent et doit déclarer forfait avec la Roja pour les matchs de Ligue des nations en octobre 2021.
Le 11 novembre 2022, il fait partie de la sélection de 26 joueurs établie par Luis Enrique pour participer à la Coupe du monde 2022.
En mai 2024, il figure dans une liste élargie de 29 joueurs appelés par Luis de la Fuente pour l'Euro 2024 puis il fait partie de la liste définitive de 26 joueurs publiée le 7 juin,. Lors du quart de finale contre l'Allemagne, remporté 2-1 après les prolongations, Pedri est blessé en début de match à la suite d'un contact avec Toni Kroos et est remplacé. Atteint d'une entorse au genou gauche, son indisponibilité est estimée entre quatre et six semaines, il est donc contraint au forfait pour le reste de la compétition.
En mai 2025, il fait partie du groupe de 26 joueurs convoqués pour participer à la phase finale de la Ligue des nations.

## Caractéristiques
À l'instar de son idole, Andrés Iniesta, Pedri est un milieu qui allie efficacité technique et vision du jeu. Il ne cache pas son admiration pour l'ancien numéro 8 du Barça. Au cours d'une interview accordée au média barcelonais Mundo Deportivo, il déclare qu'il a « toujours été fan d’Andrés Iniesta et de son style de jeu. Il est une véritable référence pour moi et j’essaye toujours de l’imiter. Je pense que j’ai vu toutes les séquences vidéo d’Andrés Iniesta sur Youtube. Je peux dire qu’il m’inspire beaucoup. Mes passes décisives ? Je les ai apprises d’Iniesta aussi mais pour être honnête, ce sont des choses qui arrivent d’une façon spontanée sur le terrain. »
En outre, son talent, son intelligence de jeu et son aisance balle au pied lui ont permis de combiner à plusieurs reprises avec la légende de Barcelone, Lionel Messi. Ce qui ne manquera pas de faire naître un certain engouement chez les supporters catalans, voyant en lui le successeur d'Andrés Iniesta. Ainsi, au cours de sa première saison au Barça et malgré la présence de joueurs tels que Coutinho, Pjanić ou encore Riqui Puig, Pedri se fera une place de titulaire régulier sous la houlette du coach et légende du club Ronald Koeman qui dira de lui : "Le joueur qui m'a le plus surpris depuis mon arrivée, c'est Pedri. Je savais que le Barça l'avait fait revenir de Las Palmas et j'avais vu des images de son jeu, un peu, mais je pense que personne ne s'attendait à son amélioration, à sa trajectoire jusqu'à présent. Il y a de quoi être content quand on le voit jouer et s'entraîner avec les meilleurs joueurs au Barça à 17 ans, avec les bonnes performances qu'il produit."
La technique de Pedri le rend notamment capable de s'en sortir dans des petits espaces, de faire des percées balle au pied et d'avoir un jeu de passes créatif.
À l'issue de sa saison 2020-2021 où il prend part à un nombre élevé de matchs (73) toutes compétitions confondues, Pedri est un joueur fréquemment blessé lors des saisons suivantes, au point d'avoir raté 75 rencontres entre cette fin de saison et avril 2024. Sur ses neuf blessures sur cette période, huit le sont au niveau des muscles ischio-jambiers. Pour y remédier, Pedri subit des examens détaillés de ses caractéristiques musculaires en début de saison 2024-2025 et bénéficie d'une préparation physique personnalisée par son club.

## Statistiques

### En club
| Saison                | Club                  | Championnat           | Championnat | Championnat | Championnat | Coupe(s) nationale(s) | Coupe(s) nationale(s) | Coupe(s) nationale(s) | Supercoupe | Supercoupe | Supercoupe | Compétition(s) continentale(s) | Compétition(s) continentale(s) | Compétition(s) continentale(s) | Compétition(s) continentale(s) | Total | Total | Total |
| Saison                | Club                  | Division              | M.          | B.          | P.d.        | M.                    | B.                    | P.d.                  | M.         | B.         | P.d.       | Comp.                          | M.                             | B.                             | P.d.                           | M.    | B.    | P.d.  |
| 2019-2020             | UD Las Palmas         | LaLiga 2              | 36          | 4           | 6           | 1                     | 0                     | 0                     | -          | -          | -          | -                              | -                              | -                              | -                              | 37    | 4     | 6     |
| 2020-2021             | FC Barcelone          | Liga                  | 37          | 3           | 3           | 6                     | 0                     | 2                     | 2          | 0          | 0          | C1                             | 7                              | 1                              | 1                              | 52    | 4     | 6     |
| 2021-2022             | FC Barcelone          | Liga                  | 12          | 3           | 1           | 1                     | 1                     | 0                     | 1          | 0          | 0          | C1+C3                          | 2+6                            | 1                              | 0                              | 22    | 5     | 1     |
| 2022-2023             | FC Barcelone          | Liga                  | 26          | 6           | 1           | 1                     | 0                     | 0                     | 2          | 1          | 0          | C1+C3                          | 5+1                            | 0                              | 0                              | 35    | 7     | 1     |
| 2023-2024             | FC Barcelone          | Liga                  | 24          | 4           | 2           | 2                     | 0                     | 0                     | 2          | 0          | 0          | C1                             | 6                              | 0                              | 3                              | 34    | 4     | 5     |
| 2024-2025             | FC Barcelone          | Liga                  | 37          | 4           | 5           | 6                     | 2                     | 1                     | 2          | 0          | 0          | C1                             | 14                             | 0                              | 2                              | 59    | 6     | 8     |
| 2025-2026             | FC Barcelone          | Liga                  | 1           | 0           | 0           | -                     | -                     | -                     | -          | -          | -          | C1                             | -                              | -                              | -                              | 1     | 0     | 0     |
| Sous-total            | Sous-total            | Sous-total            | 137         | 20          | 12          | 16                    | 3                     | 3                     | 10         | 1          | 0          | -                              | 40                             | 2                              | 6                              | 203   | 26    | 21    |
| Total sur la carrière | Total sur la carrière | Total sur la carrière | 173         | 24          | 18          | 17                    | 3                     | 3                     | 10         | 1          | 0          | -                              | 40                             | 2                              | 6                              | 240   | 30    | 27    |

### En sélection nationale
| Saison                | Sélection             | Phases finales                                   | Phases finales | Phases finales | Phases finales | Éliminatoires CDM | Éliminatoires CDM | Éliminatoires CDM | Éliminatoires EURO | Éliminatoires EURO | Éliminatoires EURO | Ligue Nations UEFA | Ligue Nations UEFA | Ligue Nations UEFA | Matchs amicaux | Matchs amicaux | Matchs amicaux | Total | Total | Total |
| Saison                | Sélection             | Compétition                                      | M              | B              | Pd             | M                 | B                 | Pd                | M                  | B                  | Pd                 | M                  | B                  | Pd                 | M              | B              | Pd             | M     | B     | Pd    |
| --------------------- | --------------------- | ------------------------------------------------ | -------------- | -------------- | -------------- | ----------------- | ----------------- | ----------------- | ------------------ | ------------------ | ------------------ | ------------------ | ------------------ | ------------------ | -------------- | -------------- | -------------- | ----- | ----- | ----- |
| 2020-2021             | Espagne               | Euro 2020                                        | 6              | 0              | 0              | 3                 | 0                 | 1                 | -                  | -                  | -                  | -                  | -                  | -                  | 1              | 0              | 0              | 10    | 0     | 1     |
| 2021-2022             | Espagne               | Nations League Finals 2021                       | -              | -              | -              | -                 | -                 | -                 | -                  | -                  | -                  | -                  | -                  | -                  | 2              | 0              | 0              | 2     | 0     | 0     |
| 2022-2023             | Espagne               | Coupe du monde 2022 + Nations League Finals 2023 | 4              | 0              | 0              | -                 | -                 | -                 | -                  | -                  | -                  | 2                  | 0                  | 0                  | 0              | 0              | 0              | 6     | 0     | 0     |
| 2023-2024             | Espagne               | Euro 2024                                        | 4              | 0              | 1              | -                 | -                 | -                 | -                  | -                  | -                  | -                  | -                  | -                  | 2              | 2              | 0              | 6     | 2     | 1     |
| 2024-2025             | Espagne               | Nations League Finals 2025                       | 2              | 1              | 1              | -                 | -                 | -                 | -                  | -                  | -                  | 8                  | 0                  | 1                  | -              | -              | -              | 10    | 1     | 2     |
| Total sur la carrière | Total sur la carrière | Total sur la carrière                            | 16             | 1              | 2              | 3                 | 0                 | 1                 | -                  | -                  | -                  | 10                 | 0                  | 1                  | 5              | 2              | 0              | 34    | 3     | 4     |

## Palmarès

### En club
| FC Barcelone (6) : |
| --- |
| - Championnat d'Espagne (2) : - Champion : 2023, 2025 - Coupe d'Espagne (2) : - Vainqueur : 2021, 2025 - Supercoupe d'Espagne (2) : - Vainqueur : 2023, 2025 - Finaliste : 2021, 2024 |

### En sélection
| Espagne olympique : - Jeux olympiques : - : Tokyo 2021 | Espagne : - Ligue des nations : - Vainqueur: 2023 - Finaliste : 2021, 2025 - Championnat d'Europe : - Vainqueur : 2024 |
| ------------------------------------------------------ | --- |

### Distinctions individuelles
- Golden Boy en 2021
- Trophée Kopa 2021
- Meilleur jeune joueur de l'Euro 2020
- Membre de l’équipe type de l’Euro 2020
- Prix IFFHS du Meilleur jeune joueur du monde en 2021
- 24e au Ballon d’Or 2021
- Élu meilleur joueur du FC Barcelone de la saison 2021/2022[40]
- Joueur U23 du mois de Liga en Octobre 2024[41]
- Homme du match contre le Benfica (8e de finale aller) en Ligue des champions 2024/2025[42]
- Homme du match contre le Benfica (8e de finale retour) en Ligue des champions 2024/2025[43]
- Joueur du mois de Liga en Avril 2025[44]

### Famille
Ses parents s'appelent Pedro González et Rosy López. Il a un frère aîné, Fernando, qui est aussi footballeur et joue pour l'UD Tegueste, il s'agit d'une équipe de troisième division espagnole.
La famille de Pedri sont propriétaires d'un restaurant appelé « Tasca Fernando », situé dans la ville de Tegueste, sur l'île de Ténériffe. Le restaurant est connu pour sa cuisine canarienne traditionnelle et faite maison. Il s'agit d'une entreprise familiale qui a débuté en 1972 avec les grands-parents de Pedri et qui perdure depuis de nombreuses années.